# کریس پاتر (بازیگر)
کریس پاتر (انگلیسی: Chris Potter؛ زاده ۲۳ اوت ۱۹۶۰) هنرپیشه، آهنگساز و تهیه‌کننده کانادایی است. وی از سال ۱۹۸۸ میلادی تاکنون مشغول فعالیت بوده‌است. او در درجه اول بخاطر نقش‌هایش در سریال‌های آبکی به شهرت رسید. همچنین در سال ۱۹۹۳ در نقش پیتر کاین در «سریال کونگ فو: افسانه ادامه دارد» و در سال ۱۹۹۴ برای نقش «رمی لوبو» در انیمشین «مرد عنکبوتی» به صداپیشگی و ایفای نقش پرداخت.
پاتر در فصل نخست مجموعه تلویزیونی «به‌عجیبی مردم» و همچنین از سال ۲۰۰۷ برای ایفای نقش «تیم فلمینگ» در مجموعه تلویزیونی درام مزرعه قلب‌ها حضور داشت.

## زندگی‌نامه
پاتر در انتاریو، کانادا زاده شده، وی دارای ۳ خواهر و برادر هست که وی بزرگ‌ترین فرزند خانواده می‌باشد. او علاقه اولیه به ورزش‌هایی مانند هاکی، بیسبال و فوتبال و همچنین تئاتر جامعه داشت.
کریس در طول سالهای دبیرستان در ورزش موفق بود (با حضور در مدرسه متوسطه اوکریج در لندن، انتاریو)، و می‌خواست به عنوان یک ورزشکار حرفه ای ادامه دهد، با این حال، پدرش اجازه این کار را به او نمی‌داد، وی بعداً از کالج خارج شد تا به عنوان موسیقی دان راک فعالیت خود را آغاز کند، اما بعد از مدتی علاقه‌مند به تئاتر و بازیگر حرفه ای صحنه شد. همچنین وی مدتی در شمال کانادا بروی یک دکل نفت کار کرد.

## فیلم‌ها
- باغ جادوگر خوب
- جادوگر خوب
- شگفتی جادوگر خوب
- خانواده ی جادوگر خوب
- سرنوشت جادوگر خوب
- جذابیت جادوگر خوب
- هدیه جادوگر خوب
- پستونک
- عنکبوتیان
- قلب یک جنگجو
- ترامپ غیرمجاز